# Экспедиция Маласпины

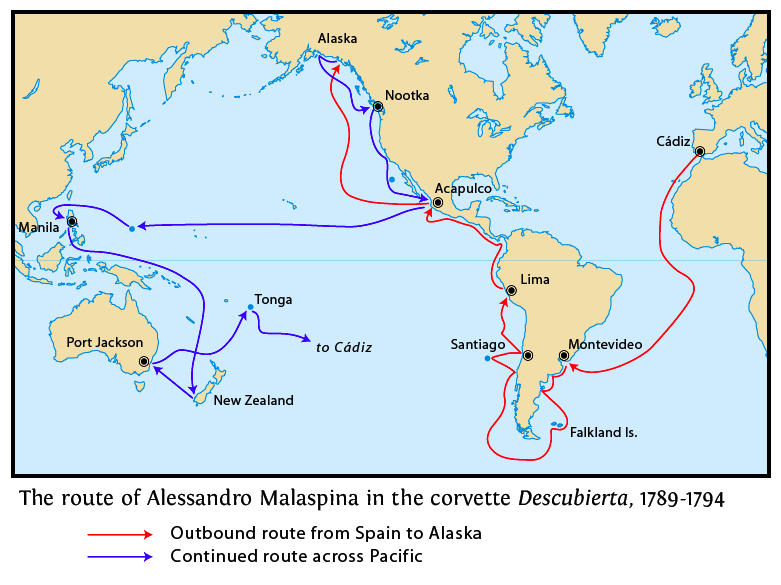
Маршрут Алессандро Маласпины

Экспедиция Маласпины (1789—1794) — испанская научная экспедиция в Тихом океане, продлившаяся пять лет. Официальными командующими экспедицией были Алессандро Маласпина и Хосе Бустаманте-и-Герра, однако так как сам Бустаманте признавал реальным главой экспедиции Маласпину, то она вошла в историю как «экспедиция Маласпины». Из-за участия Маласпины в антиправительственном заговоре вскоре после своего возвращения в Испанию он был заключён в тюрьму, а материалы экспедиции были опубликованы лишь в конце XIX века.

## Предыстория

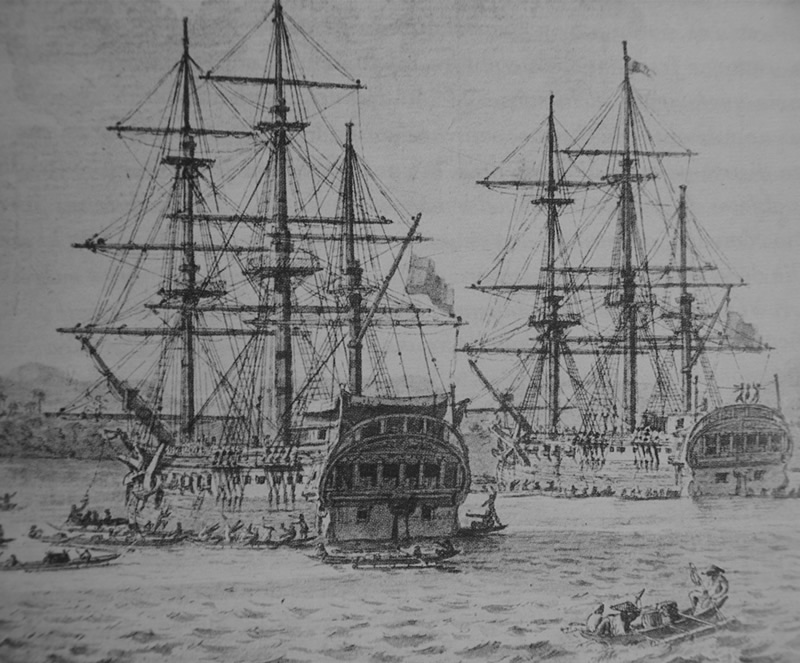
Корабли экспедиции

С сентября 1786 года по май 1788 года Маласпина командовал фрегатом «Astrea», выполняя различные плавания в интересах Королевской Филиппинской Компании. В марте 1786 года экспедиция Лаперуза побывала в Консепсьоне, после чего губернатор Чили О’Хиггинс порекомендовал испанскому правительству организовать подобную экспедицию в Тихий океан. В феврале 1787 года в Консепсьон пришёл фрегат «Astrea», а после возвращения в 1788 году в Испанию Маласпина вместе с Буаманте предложили организовать экспедицию в духе меморандума О’Хиггинса. 14 октября 1788 года Маласпина был проинформирован о том, что правительство одобрило его план; на решение испанского правительства повлияла информация о том, что аналогичную экспедицию готовит Россия.
По распоряжению правительства кораблестроитель Томас Муньос под руководством Маласпины построил для экспедиции два специальных корвета, получившие названия «Descubierta» и «Atrevida» (в честь кораблей Джеймса Кука «Resolution» и «Discovery»). Оба фрегата были одновременно заложены 8 апреля 1789 года; Маласпина стал капитаном «Descubierta», а Буаманте — «Atrevida». В экспедиции приняли участие лучшие астрономы и исследователи испанского флота под руководством Хуана Гутьерреса де ла Кончи; картографом экспедиции был молодой Фелипе Бауса-и-Каньас. В экспедиции приняли участие многие учёные и художники.

## Экспедиция

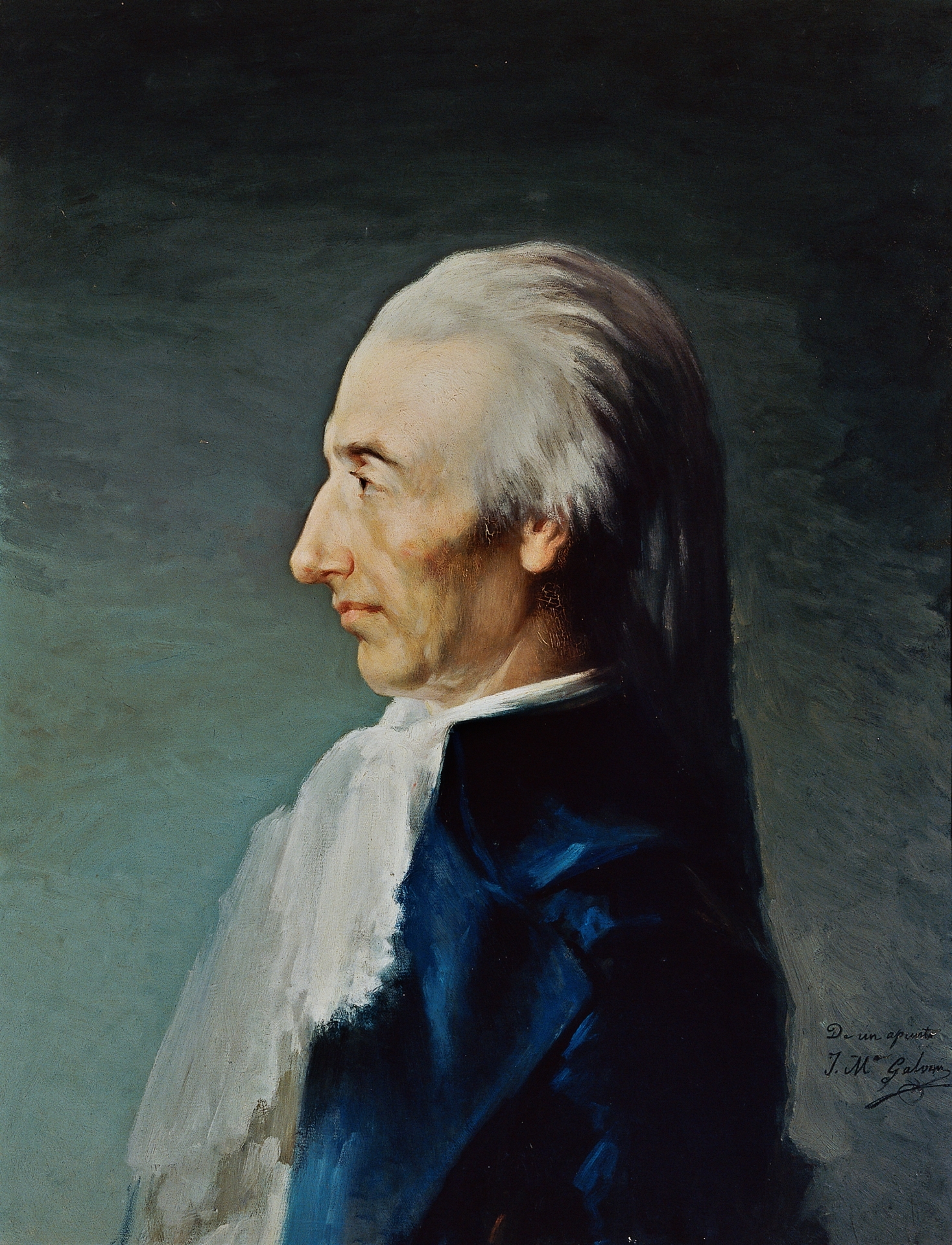
Алессандро Маласпина

30 июля 1789 года экспедиция отплыла из Кадиса. На несколько дней она задержалась у Канарских островов, а затем пересекла Атлантический океан, и вдоль берегов Южной Америки двинулась на юг, сделав остановки в Монтевидео и Буэнос-Айресе для подготовки отчёта о политической ситуации в вице-королевстве Рио-де-ла-Плата. Оттуда корабли пошли к Фолклендам, затем обогнули мыс Горн и 13 ноября вошли в Тихий океан, сделав после этого остановки в Талькауано и Вальпараисо.
После Вальпараисо корабли разделились. Буаманте двинулся на север, картографируя побережье, а Маласпина отплыл на запад к островам Хуан-Фернандес, чтобы устранить противоречия в информации об их точном местонахождении. Корабли вновь объединились в Кальяо, где собрали информацию об обстановке в вице-королевстве Перу. Затем корабли снова двинулись на север, картографируя побережье, и добрались до Акапулько, откуда группа офицеров была послана в Мехико для сбора информации об обстановке в вице-королевстве Новая Испания.
В Мехико экспедиция получила приказ от нового короля Карла IV отправиться на поиски Северо-Западного прохода, который, по слухам, был недавно обнаружен. Это вынудило Маласпину оставить планы плавания на Гавайские острова и к берегам Камчатки, и отправиться прямо в залив Якутат, где, по слухам, и начинался проход. Обнаружив, что там имеется лишь залив, он тщательно исследовал побережье далее к западу вплоть до пролива Принца Вильгельма.

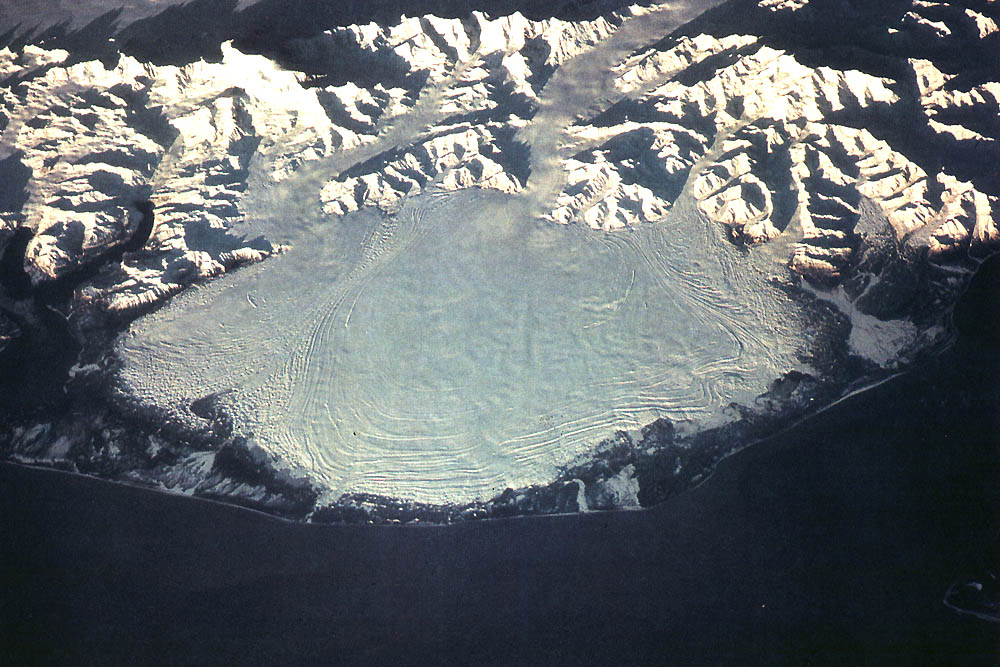
Ледник Маласпины на Аляске

В заливе Якутат экспедиция вошла в контакт с тлинкитами. Испанские учёные провели изучение племени, собрав информацию о его языке, социальной жизни, экономике, военном деле и похоронных практиках. Художники экспедиции — Томас де Суриа и Хосе Кардеро — сделали портреты членов племени и зарисовки повседневной жизни. Впоследствии ледник, находящийся между заливами Якутат и Айси, получил название в честь Алессандро Маласпины. Ботаник Луис Неэ собрал и описал десятки новых видов растений.
Зная, что Джеймс Кук обследовал побережье к западу от пролива Принца Вильгельма, и не нашёл никаких признаков Северо-Западного прохода, Маласпина прекратил в этом месте поиски, и вернулся к испанскому форпосту в заливе Нутка на острове Ванкувер. За месяц, проведённый в этом заливе, учёные экспедиции провели изучение народа нутка, а отношения испанцев с этим племенем были серьёзно улучшены. Также были проведены астрономические наблюдения, позволившие уточнить координаты залива и откалибровать хронометры экспедиции. Окрестности залива были исследованы и нанесены на карту с недоступной ранее точностью, были открыты неизвестные ранее проливы. Выравнивание карт относительно базовой линии, установленной Джеймсом Куком, позволило совместить испанские карты с британскими. Покинув залив Нутка, корабли двинулись на юг и, зайдя по пути в испанское поселение в Монтерее, вернулись в Новую Испанию.
В Сан-Бласе Маласпина взял две приписанных к этому порту шхуны, и в 1792 году направил их под командованием своих офицеров на исследование проливов Хуан-де-Фука и Джорджии: Дионисио Галиано командовал шхуной «Sutil», а Каэтано Вальдес и Флорес — шхуной «Mexicana».

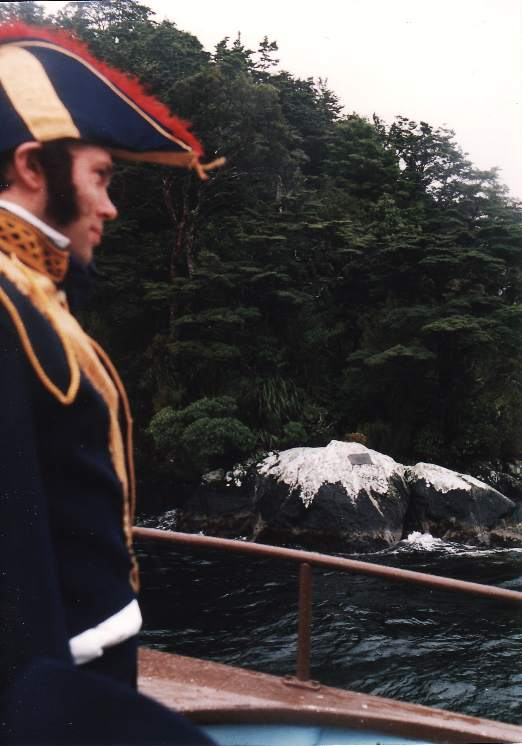
Памятная табличка у входа в Даутфул-саунд

В 1792 году экспедиция Маласпины отправилась через Тихий океан и, сделав по пути краткую остановку на Гуаме, прибыла на Филиппины, где провела несколько месяцев. В этот период Маласпина на некоторое время отослал Бустаманте в Макао. После его возвращения экспедиция отплыла в Новую Зеландию. Она нанесла на карту вход в Даутфул-Саунд, расположенный у южной оконечности острова Южный, но из-за плохой погоды не смогла выполнить эксперименты по измерению силы тяжести, которые и были причиной прихода в эти места. Проведя там один день, экспедиция отплыла к основанному британцами в 1788 году Порт-Джэксону на побережье Австралии; там в марте-апреле 1793 года провёл свои исследования Тадеаш Хенке.
После этого экспедиция отправилась на восток через Тихий океан в обратный путь. Проведя месяц в архипелаге Вавау, экспедиция направилась в Кальяо, а оттуда в Талькауано. Перед тем, как обогнуть мыс Горн, экспедиция провела исследование фиордов южного Чили. Затем было проведено исследование Фолклендских островов и побережья Патагонии, после чего корабли прибыли в Монтевидео. Из Монтевидео корабли направились через центр Атлантического океана в Испанию, прибыв в Кадис 21 сентября 1794 года.

## Итоги экспедиции
В ходе экспедиции были проведены измерения многих объектов на западном побережье Америки с недоступной ранее точностью. Был предложен план будущего Панамского канала. Экспедиция стала первым в истории крупным морским путешествием, участники которого практически не страдали цингой, и экспедиция вернулась с практически не изменившимся составом участников и команд; это стало возможным благодаря тому, что Педро Гонсалес — медицинский офицер экспедиции — настоял на необходимости употребления в пищу свежих апельсинов и лимонов, а обширная Испанская империя и многочисленные порты захода дали возможность беспроблемного обеспечения свежими фруктами. Экспедиция внесла огромный вклад в развитие ботаники, минералогии и навигации, а эксперименты с изменением веса тел в разных широтах позволили уточнить форму Земли.
Политические взгляды Маласпины привели к его вовлечённости в заговор против премьер-министра Годоя. В результате 23 ноября он был арестован по обвинению в антиправительственном заговоре, и 20 апреля 1796 года после суда королевским декретом лишён всех званий и помещён в тюрьму, в которой оставался до 1802 года. Бустаманте пытался опубликовать журнал и отчёты экспедиции (они занимали семь толстых томов), однако на это требовалось два миллиона реалов, что далеко выходило за пределы возможностей испанского бюджета. В результате подавляющее большинство материалов экспедиции осталось в недрах архивов, ряд из них утеряны. Журнал Галиано об изучении проливов в районе острова Ванкувер был опубликован в 1802 году без упоминания фамилии Маласпины. Ряд учёных, принимавших участие в экспедиции, самостоятельно опубликовали результаты своих исследований (так, итоги астрономических и геодезических наблюдений были опубликованы Хосе Эспиносой-и-Тельо в 1809 году, а затем переведены на русский и изданы в Санкт-Петербурге Крузенштерном в 1815 году). В 1806 году русский посол в Мадриде смог получить копию журнала Маласпины, и его русский перевод был опубликован в официальном журнале Российского Адмиралтейства с 1824 по 1827 годы. В 1849 году в Монтевидео был опубликован журнал Франсиско Ксавьера де Вианы, бывшего вторым по старшинству на корвете «Atrevida». Журнал Бустаманте был опубликован в 1868 году в официальном журнале Департамента гидрографии. Краткий рассказ об экспедиции Маласпины, основанный в основном на его журнале, был опубликован в Мадриде в 1885 году. Сам журнал Маласпины был опубликован в Мадриде лишь в 1984 году.
В 2010—2011 годах в память об экспедиции Маласпины под эгидой испанского Министерства науки и инноваций была проведена «Экспедиция Маласпины — 2010», в которой приняло участие 250 учёных. На борту двух океанографических судов участники совершили девятимесячное путешествие, посетив Майами, Рио-де-Жанейро, Кейптаун, Перт, Сидней, Гонолулу, Панаму и Картахену.